# Symmoriiformes

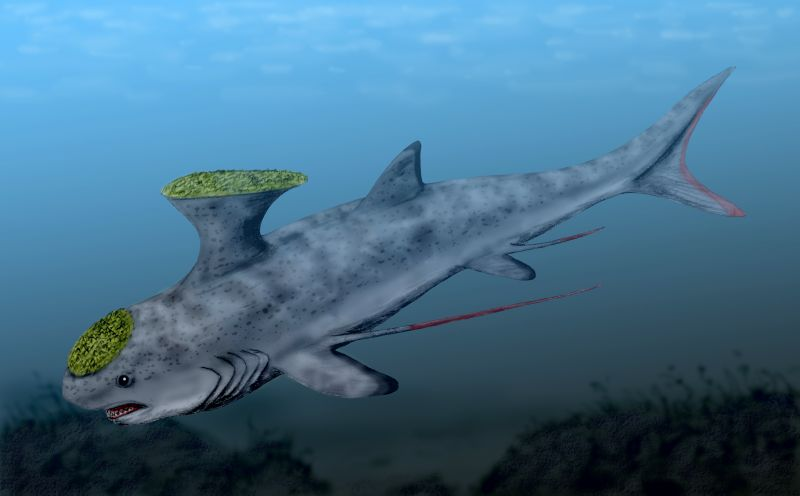
Реконструкция Stethacanthus sp.

Symmoriiformes (лат.) — отряд вымерших хрящевых рыб, похожих на акул. Появились в девоне, вымерли в плиоцене (382,7—2,59 млн лет назад). Отличительной особенностью самцов части родов является дорсальный шип, о назначении которого нет единого мнения в сообществе учёных.
Ископаемые были обнаружены на территории США, России (Башкортостан), остальных Европы и Азии, Центральной и Южной Америк.

## Классификация
По данным сайта Paleobiology Database, на август 2021 года в отряде выделяют 2 вымерших семейства и 3 вымерших рода, к ним не относящихся:
- Роды incertae sedis
  - Род Kawichthys Pradel et al., 2011 (1 вид)
  - Род Kungurodus Ivanov, 2017 (1 вид)
  - Род Stemmatias Hay, 1899 (7 видов) [syn. Gunnellodus Wilimovksy, 1954, Stemmatodus St John & Worthen, 1875]
- Семейство Falcatidae Zangerl, 1990
  - Род Damocles Lund, 1986 (2 вида)
  - Род Denaea Pruvost, 1922 (4 вида)
  - Род Falcatus Lund, 1985 (3 вида)
  - Род Ozarcus Pradel et al., 2014 (1 вид)
- Семейство Symmoriidae Dean, 1909 [syn. Stethacanthidae Lund, 1974]
  - Род Akmonistion Coates & Sequeira, 2001 (1 вид)
  - Род Bethacanthus Zangerl, 1990 (1 вид)
  - Род Cobelodus Zangerl, 1973
  - Род Danaea Pruvost, 1922 (1 вид)
  - Род Gutturensis Sequeira & Coates, 2000 (1 вид)
  - Род Orestiacanthus
  - Род Petrodus McCoy, 1848 (3 вида)
  - Род Stethacanthulus Zangerl, 1990 (2 вида)
  - Род Stethacanthus Newberry, 1889 (12 видов)
  - Род Symmorium Cope, 1893 (1 вид)